# Stenodryas cylindricollis
Stenodryas cylindricollis là một loài bọ cánh cứng trong họ Cerambycidae.